# Isabel Varell
Isabel Varell, de son vrai nom Isabel Wehrmann (née le 31 juillet 1961 à Kempen) est une chanteuse, actrice et animatrice de télévision allemande.

## Biographie
À 13 ans, elle participe à un concours de jeunes chanteurs. En 1980, elle termine troisième parmi les 6 000 participants d'un concours organisé par RTL Radio. En 1981, le producteur Jack White la prend sous son aile. En 1984, elle a son premier succès avec Verträumt, une reprise de Tonight de Marlene Ricci. Elle sort quelques disques, mais le succès ne tient pas. En 1987, dans la série pour enfants Hals über Kopf, elle chante le générique Oh Schreck, oh Schreck, das Kind ist weg.
Elle paraît dans le numéro de juillet 1982 du Playboy allemand. En 1985, elle joue dans la série Das Rätsel der Sandbank dont elle chante le générique. Drafi Deutscher, son mari de 1989 à 1991, compose pour elle Melodie d'amour qu'elle présente pour être la chanson de l'Allemagne au concours Eurovision de la chanson 1990 ; elle termine sixième.
À la fin des années 1990, Varell tient dans des rôles importants dans des comédies musicales à Hambourg. Elle participe en 2012 et en 2013 à la tournée de Cinderella.
En 1997, elle présente Aktuellen Schaubude avec Carlo von Tiedemann sur N3. En 1998, la ZDF diffuse une série comique Varell & Decker. De 2002 à 2004, elle anime avec Guido Cantz l'émission Karnevalissimo. En 2004, elle participe à Ich bin ein Star – Holt mich hier raus!, l'adaptation allemande de I'm a Celebrity... Get Me Out of Here!, et termine deuxième.
De juin 2009 à mai 2010, elle est une actrice récurrente de la série Rote Rosen. En septembre 2010, elle vient dans Lena – Liebe meines Lebens.
Elle joue aussi au théâtre comme la Komödie Düsseldorf.
Depuis août 2008, elle est en couple avec Pit Weyrich.

## Discographie
Albums
- 1983 : Baby Rock’n’Roll
- 1999 : Nur nicht aus Liebe weinen
- 2002 : Heut’ ist mein Tag
- 2008 : Königin der Nacht
- 2009 : Alles Ansichtssache
- 2011 : Alles neu
- 2013 : Da geht noch was

### Singles
- 1981 : Ich kämpf um dich
- 1982 : Rock’n’Roll geht los
- 1982 : Lüg mich an
- 1982 : Voyeur
- 1983 : Baby Rock’n’Roll
- 1984 : Verträumt
- 1985 : Die Sonne geht auf
- 1986 : Tonight
- 1987 : Golden Boy
- 1988 : The spirit of the heart
- 1989 : Indestructible Love
- 1990 : Melodie d’amour
- 1990 : Geh nicht vorbei
- 1991 : There was a Time
- 1993 : Frauen, die lieben
- 1994 : Es gibt ein Danach
- 1996 : Diese Nacht soll nie enden
- 1997 : Niemand sieht die Tränen
- 1998 : Nie wieder ohne dich
- 1999 : Nur nicht aus Liebe weinen
- 1999 : Kann denn Liebe Sünde sein (avec Hape Kerkeling)
- 1999 : Liebe kommt, Liebe geht
- 2000 : Bleib doch heute Nacht
- 2002 : Schwindlig vor Liebe
- 2002 : Du-nur-du-nur-du
- 2002 : Ich frier ohne dein Licht
- 2007 : Bye Bye Baby
- 2008 : Königin der Nacht (Promo)
- 2008 : Liebes Universum (Promo)
- 2008 : Nobody’s perfect (Promo)
- 2009 : Ich mag das (Promo)
- 2009 : Ich bin viel zu gerne Single (Promo)
- 2009 : Nachts (Remix) / Wenn Liebe neu beginnt
- 2010 : Ich werd’ den Teufel tun (Promo)
- 2010 : Spaghetti Bolognese 2010 (Promo)
- 2010 : Nie mehr (Wieder) 2010 (Promo)
- 2011 : In der Rue Lamarck (Promo)
- 2011 : Es ist nicht leicht, Prinzessin zu sein
- 2011 : Den Wind im Gesicht (Promo)
- 2011 : Menschen im Café (Promo)
- 2011 : Die ganze Welt (im Licht erhellt) (Promo)
- 2012 : Heller Mond (Promo)
- 2012 : Mit Schuld (Promo)
- 2012 : Mitten im Winter ist Weihnachten
- 2013 : Alla Bella Vita (Promo)
- 2013 : Da geht noch was (Promo)
- 2013 : Wir wär’n so gern im Kaufhaus eingesperrt (avec Birgit Schrowange)
- 2013 : Mitten im Winter ist Weihnachten (Promo)
- 2014 : Wirf ein Puzzle in den Himmel (Promo)
- 2014 : Good bye Johnny (Promo)
- 2015 : Ich habe Zeit (Promo)

## Filmographie
- 1985 : Das Rätsel der Sandbank
- 1987 : Un cas pour deux : Liaison dangereuse
- 1990 : Ein Schloß am Wörthersee
- 1997 : Un cas pour deux : Intérêt mortel
- 2009–2010 : Rote Rosen
- 2010–2011 : Lena – Liebe meines Lebens
- 2012 : Rosamunde Pilcher: Das Geheimnis der weißen Taube
- 2013 : Ein Fall für die Anrheiner
- 2015 : Le Rêve de Diana